# Big Joe Williams at Folk City
Big Joe Williams at Folk City — концертний альбом американського блюзового музиканта Біг Джо Вільямса, випущений 1963 року лейблом Bluesville.

## Про альбом
Альбом записаний 26 лютого 1962 року під час концерту в клубі «Gerde's Folk City» у Вест-Вілледжі в Нью-Йорку. Він грає сольно на своїй фірмовій дев'ятиструнній гітарі, акомпануючи собі на казу. Матеріал включає пісню Томмі Маккленнана «Bottle Up and Go» та 11 народних пісень, серед яких «Trouble Take Me to My Grave» (його варіант пісні нагадує версію Мадді Вотерса «I Can't Be Satisfied»), «Blues Mink Coat» і «Burned Child Is Scared of Fire». Продюсером альбому став Кеннет С. Голдстайн.
Платівка вийшла у 1963 році на лейблі Bluesville, дочірньому Prestige Records. Цей альбом став для Вільямса третім з трьох випущених на Prestige/Bluesville. 1995 року перевиданий на CD лейблом Original Blues Classics.

## Реакція критиків
Оглядач AllMusic Брюс Ідер в своїй рецензії поставив Big Joe Williams at Folk City оцінку 3 з 5, написавши, що на «цій платівці Біг Джо Вільямс перебуває у найкращій формі свого пізнього періоду творчості, виступаючи перед аудиторією, переважно білими студентами коледжу. Усі пісні виконані в жвавій манері з лякаючим перебиранням пальців. Вільямс зробив декілька записів у фолк-клубах на початку 1960-х років, і вони добре контрастують із великою кількістю студійних записів того ж періоду. Очевидно, він був у прекрасній формі, граючи безпосередньо перед публікою.»

## Список композицій
| Сторона А | Сторона А                           | Сторона А | Сторона А  |
| #         | Назва                               | Автор     | Тривалість |
| --------- | ----------------------------------- | --------- | ---------- |
| 1.        | «Mink Coat Blues»                   | народна   | 2:47       |
| 2.        | «Burned Child Is Scared of Fire»    | народна   | 3:52       |
| 3.        | «Baby, I Ain't Gonna Let You Go»    | народна   | 3:12       |
| 4.        | «Trouble Gonna Take Me to My Grave» | народна   | 3:06       |
| 5.        | «Bugle Blues»                       | народна   | 2:52       |
| 6.        | «Just Want to Be Your Man»          | народна   | 2:52       |

| Сторона В | Сторона В                           | Сторона В        | Сторона В  |
| #         | Назва                               | Автор            | Тривалість |
| --------- | ----------------------------------- | ---------------- | ---------- |
| 1.        | «I'm Gonna Do It This Time»         | народна          | 2:43       |
| 2.        | «She's Doggin' Me»                  | народна          | 2:10       |
| 3.        | «How Do You Want Your Rollin' Done» | народна          | 2:00       |
| 4.        | «I Can't Sign My Name»              | народна          | 3:30       |
| 5.        | «Bottle up and Go»                  | Томмі Маккленнан | 2:20       |
| 6.        | «I'm Tired, Woman»                  | народна          | 3:00       |

## Учасники запису
- Біг Джо Вільямс — вокал, гітара [9-струнна], казу

Технічний персонал
- Кеннет С. Голдстайн — продюсер
- Руді Ван Гелдер — звукоінженер
- Філ де Лансі — мастеринг на студії Fantasy Studios
- Ларрі Кон — текст до платівки